# Pierre Zaccone
Pierre Zaccone, född den 2 april 1817 i Douai, död den 12 april 1895 i Morlaix, var en fransk romanförfattare.
Zaccone blev 1835 posttjänsteman i Bretagne och anställdes 1843 i generalpoststyrelsen i Paris, där han snart slog sig på medarbetarskap i romaner och teaterpjäser samt under Paul Févals egid fick insteg i folkbladens följetong, som han oförtrutet försåg med spännande och hårresande, illdådsspäckade skildringar. 
Här bör nämnas Histoire des sociétés secrètes, politiques et religieuses (5 band, 1847; ny upplaga 1867-68), Les ouvriers de Paris et les ouvriers de Londres (2 band, 1850; tillsammans med Féval), Histoire de l'Internationale (1871; "Internationalens mysterier", samma år), La lanterne rouge (1873; "Röda lyktan", 1880), La cellule n:o 7 (1875; "Cellen n:r 7", 1880) och Les nuits du boulevard (1876; "Boulevardnätter i Paris", 1883).